# El paramédico
El paramédico (en italiano: Il paramedico) es una película de comedia italiana dirigida por Sergio Nasca y protagonizada por Enrico Montesano y Edwige Fenech.

## Reparto
- Enrico Montesano: Mario Miglio
- Edwige Fenech: Nina Miglio
- Daniela Poggi: Vittoria
- Rossano Brazzi: Augusto Pinna
- Marco Messeri: Spartaco
- Leo Gullotta: Fiscal adjunto
- Enzo Robutti: Comisionado de Policía
- Mauro Di Francesco: Terrorista
- Enzo Cannavale: Abogado Generoso Gallina
- Enzo Liberti: Portero
- Franco Diogene: Palletta
- Carlo Monni:  Agente Digos